# Magyar szókincs
A magyar nyelv szókincse is arra mutat, hogy a magyar nyelv a finnugor nyelvek családjába tartozik. Ezt a magyar és a nemzetközi nyelvtudomány kétségtelen ténynek tartja. Ez azonban nem jelenti azt, hogy a honfoglaló magyarok genetikailag is rokonságban lettek volna a finnugor népekkel, még kevésbé mondható el ez a mai magyarságról. Mértékadó történészek feltételezik, hogy a genetikailag és kulturálisan közép-ázsiai eredetű ősmagyarok bizonyos finnugor csoportokkal való évszázados együttélés során, nyelvcsere révén jutottak alapvetően finnugor szerkezetű, hangzású és szókészletű nyelvükhöz.

## A magyar szókincs eredete
A legelfogadottabb elmélet szerint szókincsünk egy része finnugor (azaz saját és önfejlődéses) eredetű, ezt a legjobban a magyar szóbokrokat bemutató Czuczor–Fogarasi-szótár igazolja. A mai magyar szövegekben előforduló szavaknak a nyelvészet álláspontja szerint 80-90%-a finnugor szavakra vezethető vissza, ugyanakkor alig 500 alapszó rokonítható közvetlenül a finnugor nyelvek valamelyikével. A magyar nyelv emellett már az ősmagyar korban magába olvasztott iráni (alán, perzsa stb.) és török szavakat. Ez utóbbiakról sok laikus úgy tartja, hogy nem egyszerűen nyelvi kölcsönzés eredményei, a türk–magyar nyelvrokonság elmélete szerint ugyanis a magyar a török nyelvekkel áll közelebbi rokonságban. A türk-magyar nyelvrokonításnak gyakran erős politikai felhangja is van. (lásd: turanizmus ). A honfoglalás korától mutatható ki jelentős szláv hatás. Az ómagyar nyelv korában (896-1526) a magyar nyelv elsősorban latin és újlatin  elemekkel bővült, és – különösen Mátyás idején – a francia és olasz szavak is megjelentek, ekkor a déli- és északi-szláv nyelvekben eltérő szavak a magyar közvetítésével jutottak el egymáshoz. Majd a középmagyar nyelv (1526-1772) korszakában a német behatás nyomait lehet felfedezni. A török hódoltság alatt jelentős volt az oszmán-török hatás, ez azonban a hódoltsági területek fokozatos elnéptelenedése miatt kevésbé érvényesült (pl.: Bács 1522-1550 között a magyarok teljesen eltűntek, a lakosságot kicserélték más nyelvűekre). A 18. századtól kezdve megerősödött a német nyelv hatása, a 20. században pedig számos nemzetközi vándorszó került a magyar nyelvbe, főleg az angolból, illetve kisebb részben a franciából, olaszból és más nyelvekből.
A nyelvi átvételek gyakran érdekes történelmi összefüggésekre is mutathatnak, azonban ezekkel a következtetésekkel nagyon óvatosan kell bánni, mert az idegen nyelvből történt átvételek semmiképpen sem bizonyítják azt, hogy az adott fogalmat azt megelőzően nem ismerték az átvevő nyelvben. Sokszor előfordul, hogy az adott fogalomra, tárgyra saját szó is volt korábban az adott nyelvben, a jövevény egyszerűen annak a helyébe lépett.

### Finnugor eredetű szavak a magyar nyelvben

#### Állatvilág
hal, keszeg, őn, menyhal, sün, nyúl, nyuszt, egér, róka, eb (kutya) ló, lúd, fajd, fogoly; méh, hangya, légy, szú

#### Mindennapi élet
háló, vejsze (nádból vagy vesszőből készített halfogó rekeszték), hajó, nyíl, íj, ideg, lő, fog (ige); fő, főz, süt, fazék, lé, eszik, iszik, köles, kenyér, ajtó, küszöb, ház, lakik, rak (ige, épít jelentésben); lepel, öv, szíj, fúró, kés, nyereg, ostor, kengyel nevét. (A kengyel valószínűleg összetétel: egyik eleme, a kengy bőr lábbelit jelentett, a másik pedig a valaminek alja jelentésű al szó: e magyarázat szerint a kengyel jelentése „talp alá való”.)
A szavak jelentéstartalma, az a tárgy, dolog, amit eredetileg jelöltek, idővel nagy változásokon mehetett keresztül. A ház oldalát jelentő ősi szavunk, a fal eredetileg növényi fonadékból
készített rekesztőhálót jelentett, később vesszőfonadékot, amelyet a kunyhó falaként sárral betapasztottak. Az ágy is finnugor eredetű szó, de az őskorban ez a földre terített nemez vagy bőr fekhelyet jelentette.

#### Természeti jelenségek
ég, menny, világ, villám, csillag, éj, hajnal, víz, jég, hó, fagy, tó, vadon, ár (áradat), hegy, orom, tűz, domb, tél, tavasz, ősz. (A nyár szó valószínűleg ótörök eredetű.)

#### Testrészek
szem, száj, kéz, szív, fej (fő), fül, máj, áll, váll, mell, epe, könyök, arasz. Az arc szó összetétel eredménye, az ősi orr és a száj szavakból alakult ki (orr+sza, orca). Hasonló összeolvadás zajlott le más finnugor nyelvekben is.

#### Rokonság
apa, anya, fiú, öcs (eredeti jelentése „húg”), ip, nap, meny, vő, lány. Az ember  szó is ősi eredetű: első eleme, az em jelentése „nő” volt (ez rejlik az emse meg az Emese szavakban is), második tagja, a ber pedig a férj, férfi szó "fér" tagjának felel meg. Az ember tehát szóról szóra annyit jelentett: „nő + férfi”. Ebben az esetben is hasonló összeolvadások történtek más finnugor nyelvekben is.
Ősi finnugor eredetűek a személynévmások is: az én, te, ő, mi, ti, ők.

#### Számok
A számnevek legtöbbje szintén finnugor eredetű, így az egy, kettő, három, négy, öt, hat. A hét, a tíz, a száz viszont már iráni eredetű, de érdekes módon eljutottak a többi finnugor nyelvbe is, ami nyilván azt jelenti, hogy mindezek a népcsoportok már korán kapcsolatba kerültek iráni kereskedőkkel.
A finnugor szavaknak nem csak az ősi jelentése, hanem a használatuk gyakorisága is jellegzetes: egy kutatás szerint a beszélt magyar nyelvben minden három szó közül kettő finnugor eredetű.

## A szókincs bővülésének forrásai

### Iráni eredetű szavak
Az Uráltól délre elterülő vidék kereskedői ebben a korban a perzsák voltak, Nyelvük a szkíták, a szarmaták, a médek, alánok (vagy másképp oszétok) nyelvével együtt az iráni nyelvek közé tartozik. Iráni hatás más finnugor nyelveket is ért, így a legtöbb rokon nyelvben megtalálható az ősi iráni eredetű arany, illetve a hét, tíz, száz számnevek. Valószínűleg iráni eredetű a magyarban a tehén, a nemez, a sátor, a fizet (ige), az öszvér, a szekér és a vászon szó is.
Az iráni nyelveken belül alán vagy oszét eredetű magyar szavak: asszony, híd, vért, verem, tölgy, méreg, üveg, kard, húg, gazdag, zöld, egész. Az egykori kölcsönös hatás emléke az, hogy a nyelvészek megállapítása szerint a mai két nyelvben ugyancsak hasonlóan hangzó részeg és kert szavak pedig az ősmagyarból kerültek annak idején az oszétba.
A középperzsa, úgynevezett pehlevi nyelvből kerültek a magyarba a kereskedelemmel kapcsolatos vásár és vám szavak. A vásár szó egy másik változatban is eljutott a 19. században, nemzetközi közvetítéssel, a perzsából a magyarba, ez pedig a bazár. Fontos perzsa eredetű szavunk a vár, amiből, már a magyarban, a város szó is kialakult.

### Ótörök eredetű szavak a magyar nyelvben
A magyar nyelv már az időszámításunk előtti korban is szoros kapcsolatban volt ótörök nyelvekkel. Olyan szavaink is vannak, amelyek ótörök eredetűek, de a magyaron kívül a vogulok és osztjákok nyelvébe is eljutottak, mint a hód meg a hattyú. A szoros együttélésre jellemző, hogy a magyarság a nyugati nyelvekben elterjedt nevét: a bungarus, Ungar, Hungarian alakot az onogur törzsek nevéből kapta (akiknek neve szó szerint annyit jelentett: „tíz nyíl”). Az onogurokat egy bizánci görög forrás bulgaroknak nevezi, ami szintén ótörök nyelven „keveréket” jelentett. Minden bizonnyal ebbe a népcsoportba tartoztak az onogurok és a magyarok is.
A két-háromszáz ótörök eredetű magyar szó között van:
- a vadászat és az állatvilág szavaiból a hurok, tőr (vadfogó eszköz), borz, görény, bölény, oroszlán, keselyű, ölyv, turul, karvaly, sólyom, túzok, gödény, béka, szúnyog, a halak közül a süllő, tok, sőreg;
- növények: gyertyán, a kőris, a bükk, a gyopár, a gyékény;
- az állattenyésztés témájában a bika, ökör, tinó, ürü, kos, borjú, kecske, ártány, disznó, serte, vályú, gyapjú, sajt, túró, béklyó, ól, karám, gyeplő, kantár, tengely;
- mezőgazdasággal kapcsolatos szavak: tarló, eke, sarló, boglya,búza, árpa, szérű, őröl, dara, alma, körte, som, dió, szőlő, bor, komló, kender, bors, borsó, torma;
- lakóhellyel kapcsolatos szavak közül: a sátor, kapu, karó, kút, szék;
- mesterségekkel kapcsolatos szavak közül a balta, csákány, gyűszű, szűcs, ács, szatócs; a gyártani, tekerni, gyúrni, gyűrni igék;
- öltözködéssel kapcsolatosak a bársony, gyöngy, gyűrű, csat, saru, kép, tükör, kincs, ködmön, köpönyeg;
- testrészek: boka, nyak, térd, kar, gyomor, szakáll.

Ótörök eredetű még például a béke, bér, barom (eredeti jelentése „vagyon”), a bölcső és a koporsó szavunk is, bár az utóbbi akkoriban csak ládát jelentett.
Hasonlóképpen ótörök eredetűek olyan fontos szavaink is, mint a törvény, tanú, tolmács (ez a szó aztán a magyarból került tovább a németbe Dolmetsch alakban), az érdem, gyalázat, tor, gyász, ál (álnok), bátor, gyáva, ész, írni, betű, szám, ok, idő, kor, dél. Vallási jellegű szavaink között ótörök eredetű az ősi üd („szent”, „kitűnő”), amiből az üdvös és az ünnep (üd-nap, azaz „szent nap”) szavunk származott, továbbá a táltos, bölcs, boszorkány, sárkány.

## Honfoglalás utáni jövevényszavak

### Oszmán-török eredetű szavak
A 16–17. századi magyarországi török hódoltság idején újabb török eredetű szavakat fogadott magába a magyar nyelv, ezúttal már nem a különböző ótörök nyelvekből, hanem oszmán-török nyelvi forrásból, amelyek közül mintegy ötven ma is élő eleme beszédünknek, mint a bicska, kicsi, kefe, teve, dolmány, kalpag, pamut, papucs, mamusz, bogrács, pite, tarhonya, tepsi; dívány, csibuk, kávé, ibrik, findzsa.

### Szláv eredetű szavak
Szláv eredetű szavaink száma igen nagy, mintegy félezer. Ezek is különféle utakon-módokon keresztül jutottak el a magyar nyelvbe. A legősibb szláv szavaink óorosz eredetűek, és még a honfoglalás előtt, a sztyeppén kezdhették el azokat használni az ősmagyarok. Ilyen a lengyel, jász népnév, a halom, a kerecsen, a varsa, talán a tanya, amelynek eredeti jelentése „halászóhely” volt.
A szláv szavak nagyobb mértékű beáramlása a Kárpát-medencében talált szláv lakosság asszimilációjával, az államalapítás korában indult meg. A kereszténység terjesztésében sok szláv térítő vett részt. Ebből a korból származnak a király (a szláv szó végső forrása Nagy Károly Karl neve, aminek eredeti német jelentése „legény”), valamint az ispán, megye, tiszt, pénz, perel, pecsét szavaink. A keresztény vallás terjesztésével kerültek be nyelvünkbe a keresztel, szent, malaszt, pap, barát, érsek, apáca, apát, zarándok, pünkösd szavak, a hét napjai közül a szerda, csütörtök, péntek és szombat neve. Lehetséges azonban, hogy a „kereszt” (ami végső soron Krisztus görög eredetű nevének Kriszt változatára megy vissza) és a „szombat” (ami végső soron szintén görög eredetű) már a honfoglalás előtt, a keleti, bizánci jellegű kereszténységgel kialakult kapcsolatok révén a magyarba került.
Nagyon sok mezőgazdasági, kisipari szakszó is a szláv nyelvekből került a magyarba, ez azonban nem jelenti azt, hogy átvételük előtt a korabeli magyarok számára az adott tevékenység vagy tárgy ismeretlen lett volna.  Legtöbbször voltak arra megfelelő szavaik, de azokat felváltotta a szláv szó.
- A mezőgazdasággal kapcsolatos szláv eredetű szavak: rozs, zab, gabona, csép, szalma, pelyva vagy polyva, széna, kazal, asztag, barázda, ugar, mezsgye, paraszt (eredetileg „egyszerű, nyers, durva”), bárány, birka, jászol, járom, iga, zabla, bab, lencse, szilva, cseresznye, barack, málna, szamóca. Ezek azonban a szláv nyelvekben sem mind eredeti szavak: a barack például végső soron latin eredetű, a cseresznye pedig kis-ázsiai görög eredetű);
- növény- és állatvilág: juhar, jegenye, boróka, cser, galagonya, rekettye, páfrány, gomba, moha, veréb, galamb, gerlice, szarka, csuka, pisztráng, rák, vidra;
- mesterségek: donga, abroncs, bodnár, kádár, kovács, kalapács, szekerce;
- lakás, berendezés: gerenda, asztal, lóca, pad, abrosz, párna, dunyha, zár, retesz, kulcs, konyha (végső fokon a latinból), katlan kémény, kondér;
- étkezés: káposzta, kolbász, kalács, szalonna, pecsenye, ebéd, uzsonna, vacsora;
- család: család, déd, unoka, dajka, cseléd, mostoha, koma;
- ruházat: ruha, nadrág, harisnya, palást, szoknya, párta;
- szellemi élet: babona, kuruzsol, varázsol, szabad, drága.[18]

A szavak áramlása nem volt egyirányú, a környező szláv nyelvek is átvettek számos szót a magyarból. Kiragadott példákként a szlovák hegyi pásztorok szálláshelye, a salas forrása a magyar „szállás”, a bires szlovák szóé a magyar „béres”, a szlovák denglovi (gyenglovi) melléknévben pedig a magyar „gyenge” szó rejtőzik. A szerbhorvát čipka és sersan pedig a magyar „csipke” és „szerszám” átvétele. A cseh nyelvbe eljutott a magyarból a „buzogány” (bozygan) és a „tábor” (tabor) szó, a lengyelbe a „sereg” (szereg), a „sípos” (szypusz), a „sisak” (szyszak).

### Német eredetű szavak
A honfoglalás után kerültek a németséggel is szorosabb kapcsolatba a magyarok. I. István magyar király idején nagy számban jöttek az országba német lovagok és térítő papok. A 12. században telepedtek meg a szepességi németek, a cipszerek a Felvidéken és a szászok Erdélyben. Tulajdonképpen a német betelepülők teremtették meg a városi életet Magyarországon. Ennek megfelelően tömegével kerültek német szavak a magyar nyelvbe.
- Az udvari élet, a katonaság szavaiból: herceg, a porkoláb (a német Burggraf, azaz várgróf torzított alakja, magyar megfelelője a várnagy volt), hóhér, hoppmester, (Hofmeister, azaz udvarmester), fullajtár (Vorreiter), páncél, frigy (őse a német Friede azaz béke), ostrom (Sturm), torony, erkély, zsákmány;
- a városi polgárság, az ipar, a kereskedelem szavaiból: polgár (Burger), kályha, rostély, kristály, márvány, láda, kanna, perec, fánk, kappan, céh, hámor, kohó, csaplár, borbély, bognár (Wagner, kerékgyártó) kalmár, kufár, erszény, persely, garas, fillér, krajcár, tallér;[21]
- mezőgazdaság: major, csűr, kaptár, pór (Bauer).

Érdekes a régi magyar billikom szó eredete: tulajdonképpen a német willkommen ige rejlik benne, tehát olyan serleget jelentett, amit a vendég üdvözlésekor ürítettek fenékig. Német eredetű a régies „istápol” szó is, ami a „bot” jelentésű német Stab szóra megy vissza, a botra támaszkodik értelemben.
A Habsburgok idején a német szavak újabb hulláma került a nyelvünkbe:
- a katonaság témaköréből: zsold, mordály, mozsár, tarack, pisztoly, alabárd, sánc, sarc, meg az eredetileg „riadó” jelentésű lárma (Alarm);
- kereskedelem, ipar: pék, pallér, cégér, cukor, gyémánt, tucat, selejt, lajt, lajtorja, palánk, zsindely, rajzol.[23]

A német szavak tömeges beáramlása azonban fokozatosan ellenhatást váltott ki, és a reformkor, a nemzeti ébredés idején megindult a magyar nyelvújítás mozgalma. Ennek nyomán a folyamat nagyrészt megfordult, és – leginkább az állami és a katonai nyelvből – eltüntették a német szavak nagy részét, különösen a frissebben átvetteket. A megmaradt újabb német átvételek jó része tréfás vagy régies hangulatot kapott (csuszpájz, cúg, facér, smucig).

### Latin eredetű szavak
A régebbi eredetű latin jövevényszavaink nagy része egyházi, vallási kifejezés:
- biblia, templom, oltár, ceremónia, orgona, pásztor, kántor, klastrom, monostor (és az e kettőből a nyelvújítás korában megalkotott kolostor – majd „még magyarabbul” zárda), legenda, angyal, mártír, purgatórium, cella, fáklya, lámpás, óra, kalendárium;
- tudomány, oktatás: iskola, diák, kollégium, rektor, professzor, rektor, penna, kalamáris, tinta, papiros, tábla, spongya.[26]
- állatvilág: elefánt, tigris, párduc, hiéna, krokodilus, vipera, páva; valamint a mulya, mégpedig az öszvér jelentésű latin mula szóból.
- növényvilág: palánta, liliom, rózsa, jácint, mályva, viola, ibolya, pálma, cédrus, citrom, petrezselyem, majoránna, menta, zsálya;[27]
- orvostudomány: kúra, pirula, flastrom, gargalizál ige – ami bár a latinból került a magyarba, a görögben alakult ki, és végső soron hangutánzó szó.[28]

A közigazgatás és a jog területén annyi a latin eredetű szó, hogy talán nem is érdemes sokat felsorolni belőlük. Érdekes viszont néhány olyan szó, amiről kevésbé látszik a latin eredet, például a pipere (a bors jelentésű latin piper szóból).
A latinból nem csak szavakat, hanem képzőket is átvettünk: ilyen az -ista főnévképző, amit eredeti magyar szavakhoz is hozzáteszünk: forgalmista, egyetemista, az irodista.

### Újlatin nyelvekből átvett szavaink

#### Francia eredetű szavaink
Az Árpád-korban számos francia hercegnőből lett magyar királyok hitvese. Velük sok francia lovag, előkelő egyházi és világi személy érkezett a magyar udvarba II. András magyar király idejében az országnak egyszerre három francia származású püspöke is volt. Már 1091-ben francia bencések telepedtek meg Somogyvárott, majd francia ciszterciták és premontreiek követték őket. Sok magyar diák tanult a párizsi egyetemen.
A francia előkelőkön kívül, polgárok, kereskedők is szívesen telepedtek hazánkba, elsősorban észak-francia, vallon vidékekről. Esztergomban, Székesfehérvárott, Pozsonyban, Váradon kisebb francia negyedek alakultak ki. A tatárjárás után érkezett vallon telepeseknek fontos szerepük volt az egri és a tokaji borvidék történetében. Tállya nevének forrása például vágni jelentésű francia tailler ige, és tulajdonképpen vágást, irtást jelentett.
Francia eredetű, gyakran használt magyar szavunk például a tárgy. A franciában a targe  pajzsot, majd céltáblául használt pajzsot, azaz célt, azaz „objektumot” jelentett, így jutott el a mai magyar jelentéséhez. A tárcsa szó is ugyanebből a francia szóból ered, de német közvetítéssel, más formában és tartalommal érkezett a magyar nyelvbe.
További francia eredetű szavaink:
- Használati tárgyak: szekrény, lakat, kilincs, mécs;
- szőlőművelés, növények: furmint, must (amelynek végső forrása a latin vinum mustum, azaz „friss, új bor”); paraj; ez ma a német eredetű spenót „hivatalos magyar” neve, de eredeti jelentése póréhagyma volt;
- egyéb, „modern” magyar szavak: plafon, garzon, garázs, remíz, butik, fotel, kaspó és sok más.[32]

A ruházkodással kapcsolatos egyik korai (12-13. század) francia eredetű szavunk a korc, ami a franciában eredetileg női ruhadarabot jelentett és végső soron a latin corpus származéka. A 18. század óta aztán mindmáig a divat révén sok, az öltözködéssel kapcsolatos szó érkezett, érkezik a franciából a magyarba, például a krepdesin, trikó, zsabó, parfüm, bross, bizsu.

#### Olasz eredetű magyar szavak
A régi oklevelek a franciákhoz hasonlóan az olaszokat is latinusoknak nevezik. Esztergomban, Budán, Váradon, Székesfehérvárott sok olasz polgár települt le már a 13. század elején, nagyrészt a Velencei Köztársasággal fennálló kereskedelmi kapcsolatok okán. A magyarországi zsoldos seregekben is jelentős számban voltak olaszok. Itáliai kereskedők, artisták is járták az országot. Olasz eredetű szavainkat elsősorban a hadi élet valamint a kereskedelem témakörében kell keresni:
- katonai kifejezések: pajzs, lándzsa, trombita, pálya, talán a bástya is. A pajzs Pavia városáról kapta nevét, a pavese szóból alakult ki. (Hasonlóan városnévből alakult ki az angora szavunk (Ankara) és a kölnivíz elnevezése is. A pálya szó a „köntös, zászló” jelentésű olasz palióra megy vissza, mivel a régi versenyek győztese drága textilt kapott jutalmul. Itáliából érkezett nyelvünkbe a végső soron egyiptomi eredetű bárka, valamint a sok más európai nyelvben is ismert gálya szó is;
- kereskedelmi kifejezések: piac, forint, dús (a dózse szóból);
- élelmiszerek: füge, narancs, mandula, mazsola, rizs, osztriga, saláta, makaróni, palacsinta, egres, szalámi.[33]

Az olaszok tréfás digó elnevezése a magyarban  a nálunk járt olaszok – különösen az egy időben Magyarországon dolgozott olasz kubikosok – szavajárásából, a gyakori dico szóból (a velencei nyelvjárásban: digo „mondom”, „hé, hallja csak!”) keletkezett.

#### Román eredetű magyar szavak
Az erdélyi magyar nyelvbe, nyelvjárásokba, majd innen a magyar irodalmi nyelvbe is tucatnyi román szó került be, például: cimbora, ficsúr (a román és régebben a magyar nyelvben is egyszerűen „ szegénylegény, szolga, román fiú” jelentéssel); poronty, mokány, málé, tokány, áfonya, furulya. A román nyelv szókincsének 2% magyar eredetű: oraș (város), chip (kép), vamă (vám), tămădui (támadni), marfă ( árú, eredetileg marha), meșteșug (mesterség), tău (tó),a gândi (gondolkodni), gând (gondolat), bai (baj), musai (muszáj) stb..

### Egyéb nyelvekből átvett szavak
- angol eredetű szavak: futball, taccs, dzsip, busz, dzsentri, menedzser, klub, hobbi, keksz, notesz stb.
- cigány eredetű szavak: ácsi, csaj, csávó, csór, csóró, dilinós, duma, gádzsó, góré ’főnök’, hóhányó, kajál, lóvé, manusz, séró, kéró, szusz, bula, kula, zorall  stb.
- jiddis eredetű szavak: handlé, jampec, jatt, kóser, sóher, stika, balhé, haver, srác, szajré stb.
- nemzetközi műveltségszavak:
  - vándorszavak: kömény, majom, maszlag, papagáj, tárkony, selyem, szablya, alabárd, borbély stb.
  - nemzetközi szavak: agronómus, akrobata, akusztika, automata, garázs, csekk, tröszt, algebra, szamovár, dzsungel stb.

## A magyar szókincs nagysága
A szókincsméret megállapítása számos nehézségbe ütközik:
- Szónak vegyük-e a mindig együtt használt szószerkezeteket, amelyeknek együttesen más jelentésük van (például személyi igazolvány)?
- Bízhatunk-e benne, hogy egy tudomány teljes szakszókincsét akárcsak egyetlen nyelven belül is feltérképezhetjük?
- Szónak vegyük-e az összetett számok nevét, és ha igen, meddig?
- Szónak vegyük-e azt, amire csak egy-egy előfordulás van az irodalomban, például a nyelvújítás korában létrehozták őket, aztán gyakorlatilag kihaltak, vagy csak egy szűk csoport ismeri őket?
- A szókincs részének tekintsük-e azokat, amelyeket csak a szaktudományokban vezettek be egy-egy idegen kifejezés magyarítására, de csak az írásmódban különböznek az eredetitől, vagy még abban sem?
- Szónak vegyük-e azt, amelynek jelentése felfogható és értelmezhető elemei alapján, de ténylegesen nem használatos, nem fordul elő?
- Önálló szónak vegyük-e a szótári szavak produktív képzőkkel ellátott formáit, amelyek jelentése egyértelműen levezethető a tagjaiból?
- Önálló szónak vegyük-e a szavak különféle jeles, ragos alakjait?
- A magyar szókincs részének tekintsük-e azokat a szavakat, amelyeket idegen országban élő magyar anyanyelvűek vesznek át a saját országuk nyelvéből (például a románból, szlovákból, ukránból, ill. Amerikában az angolból)? – Ezeket ma már elfogadják a szókincs részeként, ha az adott magyar anyanyelvű közösség nyelvében elterjedtek ezek a szavak.

A legnagyobb magyar–idegen szótárak 120 000 szót tartalmaznak, a következő húsz évben kiadandó A magyar nyelv nagyszótára pedig 110 000 szót fog tartalmazni. A magyar nyelv szókincsét általában 60-100 ezer szóra teszik, de az összes lexéma együttesen könnyen elérheti az egymillió szót. Amint más nyelveken, egy művelt értelmiségi sem használ rendszerint 25-30 000 szónál többet.